# Nacionalisme basc

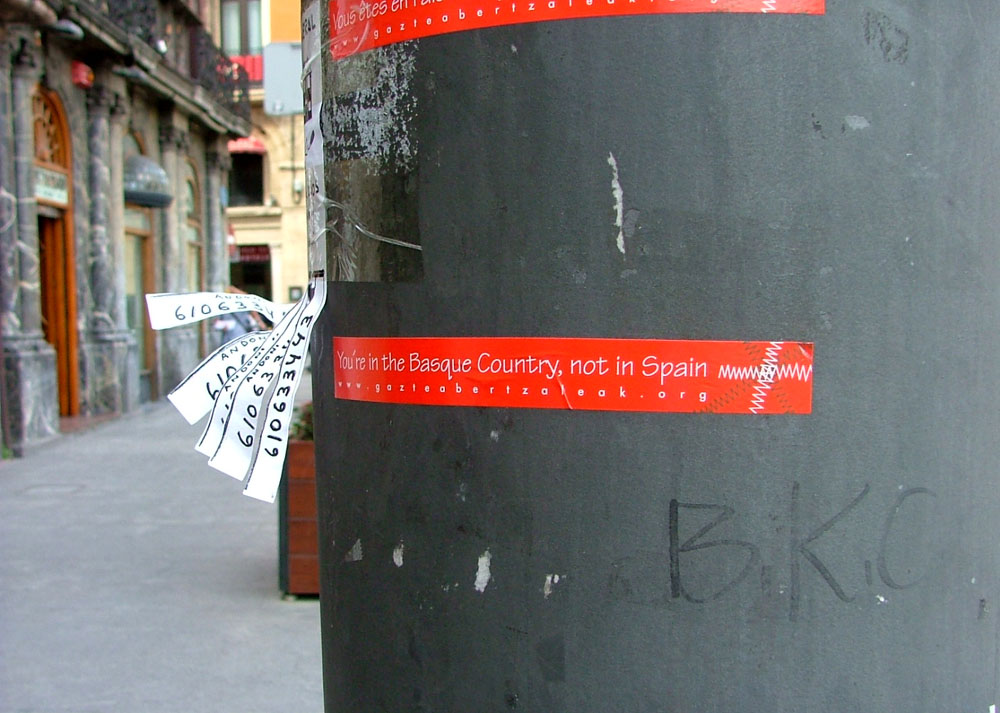
"Ets al País Basc, no a Espanya" - un adhesiu en anglès de Gazte Abertzaleak al nucli antic de Bilbao.

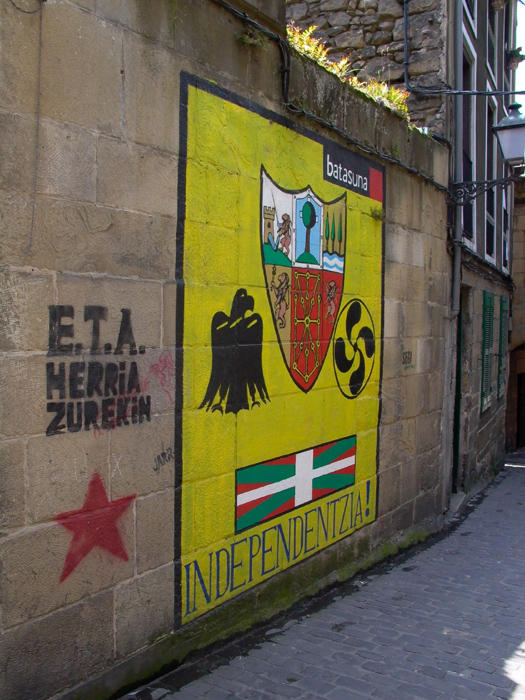
Simbologia nacionalista basca en un mural a Pasaia.

Nacionalisme basc és una ideologia política que advoca per la unitat i defensa de l'entitat política dels territoris que entén que configuren la nació basca i que actualment es reparteixen entre Espanya i França, pel que la seva extensió territorial es correspondria amb la d'Euskal Herria: 
- Iparralde ("la part nord"): corresponent als territoris de Lapurdi, Zuberoa i Baixa Navarra (Behe Nafarroa) en el departament francès dels Pirineus Atlàntics. És la part del País Basc en territori francès.
- Hegoalde ("la part sud"): corresponent a la Comunitat autònoma del País Basc, la Comunitat Foral de Navarra, l'enclavament de Treviño a la província de Burgos i l'enclavament càntabre de la Valle de Villaverde. És la part del País Basc en territori espanyol.

Cal destacar que el grau d'acceptació d'aquesta idea territorial no és homogeni en tots els territoris bascos, sent de major implantació en la comunitat autònoma espanyola del País Basc. No obstant això, han existit organitzacions nacionalistes que han mantingut postures irredentistes sobre altres territoris, com La Rioja, Valle de Mena, Bearn i uns altres.
Existeixen diverses concepcions i postures nacionalistes que difereixen quant a quin hauria de ser la destinació última d'aquesta unió política basca i que abasten des de postures autonomistes i federalistes a independentistes, totes elles majoritàriament democràtiques, encara que van existir sectors al llarg de la història que van propugnar mètodes d'actuació violents (vegeu ETA, Iparretarrak, CAA).
Si bé existeixen concepcions nacionalistes que matisen aquest objectiu, aquesta ideologia es dirigeix en últim terme a constituir un estat independent a Europa que unifiqui els diversos territoris. Hi ha diverses concepcions i postures nacionalistes que difereixen quant a quin hauria de ser la destinació última d'aquesta unió basca i que abasten des de postures federalistes a independentistes, totes elles majoritàriament democràtiques, encara que hi ha un sector que propugna mètodes d'actuació violents.

## Estudis sociològics
Les dades de novembre de 2006 de l'"Euskobarómetro", estudis sociològics periòdics realitzats per la Universitat del País Basc (UPV-EHU) i dirigits per Francisco José Llera Ramo, Catedràtic de Ciència Política i de l'Administració, ofereixen resultats contradictoris: Així, el 38% mostra tenir grans desitjos d'independència, un 24% té petits desitjos d'independència i un 28% cap. Segons aquest estudi, un 37% aposta per la "autonomia", un 32% per l'"independentisme", un 25% pel "federalisme" i només l'1% donaria suport al "centralisme"; un 43% es considera "nacionalista", enfront d'un 50% que es considera "no nacionalista" - amb un acusat descens de les posicions nacionalistes dels enquestats que al maig de 2006 només estaven a un punt dels "no nacionalistes". A més un 33% es considera tan basc com espanyol, un 29% només basc, un 25% més basc que espanyol, un 6% només espanyol i un 4% més espanyol que basc.
D'altra banda, els resultats que es desprenen del Sociòmetre del Govern Basc mostren, en una metodologia distinta, altres resultats. Segons el Gabinet de Prospecció Sociològica al maig de 2006, el 32% estava "d'acord amb la independència del País Basc" enfront d'un 26% que opinava en aquest sentit el gener de 2007. Aquest acusat descens és degut al fet que, mentre el 2006 el 19% "estaria d'acord o no segons les circumstàncies", en l'edició de gener de 2007 el percentatge s'eleva fins al 35%. El 28% està en desacord el 2007 - enfront d'un 35% que així responia l'any anterior - i aquells que no saben o no contesten evolucionen del 15% a l'11%. No obstant això, en ambdós estudis l'àmbit de l'enquesta inclou únicament al País Basc, excloent tant la Comunitat Foral de Navarra com a les tres províncies d'Iparralde. En l'estudi presentat per Eusko Ikaskuntza al març de 2007 "Identitat i cultura basques al començament del segle XXI" sí que es reflecteixen les opinions de tots els àmbits. Es tracta d'un extensa investigació que consta de 147 pàgines, i sobre el total d'enquestats, un 44% assegura sentir-se més basc que espanyol o francès, un 23% tan basc com espanyol o francès, un 12% més espanyol o francès que basc, un 7% més navarrès que basc, un 4% tant espanyol com navarrès, un 3% tan basc com navarrès i un 7% altres opcions.

## Primeres referències a la Nació Basca prèvies al sorgiment del nacionalisme basc
Segons alguns autors, en el segle vii, el cronista franc Fredegari fa referència a la "Wasconum nationem", encara que òbviament no es pot confondre el significat de "nació" en aquesta època amb el seu equivalent actual.
La Diputació del Regne de Navarra expressa repetidament en un text de 1672 el terme "Nación Bascongada" referit a "els seus fills, i naturals" i als del "Senyoria de Biscaia, i Províncies de Guipúscoa i Àlaba".
Manuel de Larramendi (1690-1766) defensava ja en el segle xviii l'existència d'una "nació bascongada" :
| «                                                       | El Projecte de les Províncies Unides del Pirineus és sens dubte magnífic i especiós (bell). República que es farà famosa amb el seu govern aristocràtic o democràtic, com millor semblés, prenent de les repúbliques antigues tot el que les va fer cèlebres i sorolloses en el món, i de les modernes tot el que és convenient per a la seva durada i subsistència | » |
| — Antonio de Larramendi , Sobre los fueros de Guipúzcoa | |   |

El mateix que Juan de Perochegui que el 1769 edita el seu llibre titulat "Origen de la Nación Bascongada y de su lengua". L'alabès Landazuri parla el 1780 de "país bascongado". El 1801, l'investigador alemany Wilhelm von Humboldt recorre el país i ho reconeix expressament com "nació basca". Deu anys més tard, el senador labortà Dominique Joseph Garat preconitza la formació d'un "Estat Nacional Basc" amb els territoris d'ambdós costats dels Pirineus, la bandera dels quals i escut serien els de Navarra i Juan Antonio de Iza Zamácola publica el 1818 "Historia de las naciones bascas de una y otra parte del Pirineo Septentrional y costas del mar Cantábrico (Auch, 1818, tres vols.)." Precisament serà la Diputació de Navarra la institució que, el 1864, convida a les altres tres a participar en un projecte mancomunat anomenat "Laurac bat" Quatre en una, "Laurak bat" en l'actual grafia.
El suletí Augustin Chaho és considerat un predecessor del nacionalisme basc, perquè el 1836 realitza una formulació explícita del nacionalisme basc en el seu llibre "Viaje por Navarra durante la insurrección de los vascos". El nacionalisme va sorgir amb més força a fins del segle xix, després de la política centralista duta a terme després de la Tercera Guerra Carlina, que va comportar la gairebé total supressió dels furs (lleis pròpies). En les seves memòries (1852), Francisco Espoz y Mina expressa: "Els gipuzkoanos, vizcaínos i alabeses en l'interès de drets i nacionalitat sempre han marxat units amb els nabarros"
El 1881 Pedro de Soraluce-Zubizarreta és l'autor d'una bandera d'Euskal-Erria (sic), vermella per Navarra i blanca per les tres Provincias Bascongadas que desfila a París aquell en un homenatge a Victor Hugo. L'ensenya era acompanyada d'una estrella daurada en cada angle, un escut amb els de les quatre províncies coronat per la corona real, en cada caserna un cap de rei moro per a recordar el lauburu i la inscripció Laurac-bat sobre una cinta amb els colors d'Espanya, en record de la germanor basco-navarresa.
El primer partit polític obertament nacionalista és el Partit Nacionalista Basc (EAJ-PNB) fundat el 1895 per Sabino Arana, que era partidari de la independència de Biscaia i d'una confederació d'estats bascos.

## Història
El nacionalisme basc sorgí el segle xix i continua fins a l'actualitat. Durant més de cent anys d'història s'ha subdividit en diferents corrents ideològics, unes de simplement culturals, altres de moderades que defensen des del regionalisme, a l'autonomisme, fins a l'independentisme i també alguns sectors minoritaris que defensen branques més extremes i fins i tot violentes.
El nacionalisme basc té els seus antecedents en els finals del segle xviii, en la filosofia de Johann Gottfried Herder i el seu concepte de Volksgeist, («la voluntat del poble»), idea que posteriorment va ser seguida i desenvolupada per autors com Fichte i Schelling.
Alguns autors es remunten a l'època de l'origen i esplendor de l'antic Regne de Navarra en el qual veuen els orígens d'aquest moviment ideològic. L'alabès Landazuri parla el 1780 de país bascongado. El 1801, l'investigador alemany Wilhelm von Humboldt va recórrer el país i el reconeix expressament com nació basca.
Deu anys més tard el senador labortà Dominique Joseph Garat preconitza la formació d'un ""Estat Nacional Basc" amb els territoris d'ambdós costats dels Pirineus, la bandera dels quals i escut serien els de Navarra. Precisament serà la Diputació de Navarra la institució que, el 1864, convida a les altres tres a participar en un projecte mancomunat al qual denomina "Laurac bat" (quatre províncies unides en una sola), en record de la unitat dels quatre territoris de la Vascònia peninsular.

### Sabino Arana Goiri

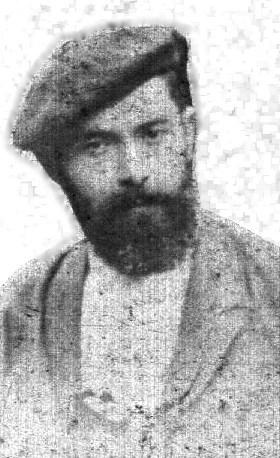
Sabino Arana.

Sabino Arana Goiri, al costat del seu germà Luis, és considerat el pare del nacionalisme basc. Procedeix d'una acabalada família profundament catòlica i d'orientació carlina, el que l'obligà a exiliar-se de la seva ciutat durant la guerra carlina juntament amb la seva família, a l'ésser Bilbao un bastió liberal. Els germans Arana són els creadors d'alguns moderns senyals d'identitat basca: la "ikurriña" (avui, també bandera oficial d'Euskadi), basant-se en símbols representatius com la creu de Sant Andreu, i el substantiu Euzkadi, neologisme similar a "Euskal Herria". També és de la seva creació el terme aberri (pàtria) i la lletra de l'actual himne de la Comunitat Autònoma Basca. Algunes d'aquestes creacions van ser criticades per personatges com Miguel de Unamuno o Arturo Campión.
Arana va morir amb només 38 anys de vida, però en uns pocs anys va portar a terme una extraordinària i incessant activitat per la recuperació de la seva pàtria, a la qual creia ja gairebé perduda. Va ser perseguit judicialment pels seus rivals polítics per delictes d'opinió i empresonat injustament diverses vegades, perquè en la majoria de processos judicials va resultar absolt.
Analitzant la història i els costums ancestrals del poble basc reclamava el reconeixement d'aquest com nació sobirana, sostenint que la pervivència de la seva llengua (euskera) implicava forçosament que el sempre catòlic poble basc mai havia estat sotmès i mai hauria renunciat a la seva sobirania, que manifestada en els furs, suposaven un pacte entre nacions sobiranes que no era respectat per Espanya. Advocava perquè cada territori històric seguís el seu propi camí nacionalista i democràtic fins a la conformació d'una "Euskeria" catòlica i federal.
Un dels pilars del nacionalisme basc a l'origen, que és assenyalat com concepte identitari dels bascs, a més de la història, la religió i les tradicions, és l'existència d'una "raça basca" de parla basca, pura i aliena a barreges amb altres races, especialment l'"espanyola" a la qual Arana considerava com a invasora, deslleial, anticatòlica i, per això, especialment impura; una mica que va adaptar del nacionalisme romàntic europeu que va usar com base ideològica i que estava molt estès en la societat europea del moment. Ha de destacar-se que en aquesta època al·ludir al concepte "raça" era una mica normal i contínuament citat per intel·lectuals espanyolistes de l'època com Ramón Menéndez Pidal o Miguel de Unamuno i no tenia el matís pejoratiu actual, ja que fins a 1881 no va ser abolida l'esclavitud a Espanya, malgrat les reticències del llavors president Cánovas del Castillo. Arana no va poder bé comprendre el canvi ocasionat en la seva terra després del sorgiment de la revolució industrial; en pocs anys la tradicional població basca havia estat desplaçada per l'arribada d'immigrants procedents d'altres províncies, triplicant en algunes zones a la població local; els forans van implantar els seus costums laïcistes, la seva ideologia liberal aconfessional i la seva llengua castellana, al que es va oposar amb fermesa el nacionalisme basc d'Arana, que defensava els ideals tradicionals, catòlics i fueristes i considerava que en poc temps, aquests nouvinguts, portarien la destrucció del poble basc tradicional, pensament pragmàtic que compartien els seus contemporanis.
Per a Arana, els invasors "maketos", eren l'encarnació dels mals que afligien a la pàtria basca; dita acabo
 utilitzat per Arana és d'origen preromà ("magüeto") i era usat en la província limítrofa de Cantàbria; després de la revolució industrial va ser utilitzat popularment en la zona minera biscaïna on els obrers bascs cridaven "makutuak" als arribats de l'exterior. Segons cita el mateix Arana, els quatre partits catòlics de l'època eren de tendència basquista: carlins, euskalerriacs, integristes i nacionalistes, estaven totalment d'acord que els immigrants eren els odiats invasors del territori basc que representaven físicament la destrucció de les maneres de vida tradicionals dels bascos, no per la seva condició de forans sinó perquè importaven idees que Arana i la resta dels citats partits consideraven contràries als costums bascos. Els "maketos" eren els genuïns representants de la mesquinesa espanyola i de la seva inferioritat ètnica i cultural. El "maketo" per a Arana personifica els seus dos grans dimonis: el secularisme (els obrers són en la seva major part gent que blasfema i s'enfronta a l'església), i la industrialització (que destruiala societat rural ideal d'Arana).
Segons manifesta Antonio Guerrero Torres, en els seus primers anys d'existència, el nacionalisme basc i el Partit Nacionalista Basc (PNB) com la seva expressió política, manté una relació de rebot visceral cap al liberalisme, fos aquest de signe conservador o progressista i, per això, Arana també es va enfrontar al recién creat Partit Socialista Obrer Espanyol (PSOE), que representava els interessos dels obrers forans que treballaven en la mineria i siderúrgia biscaïna. Per a evitar que els obrers bascos haguessin d'afiliar-se als sindicats "espanyolistes" per a defensar els seus interessos laborals, el nacionalisme basc va organitzar el seu propi sindicat, Solidaritat de Treballadors Bascos (ELA-STV), en l'òrbita del sindicalisme cristià —cosa que li va valer l'apel·latiu de sindicat "groc" en regir-se per la doctrina oficial de l'Església—, i es va enfrontar als sindicats socialistes i en menor mesura als anarcosindicalistes representats respectivament per UGT i CNT.
Segons l'historiador John Sullivan, en el seu llibre El nacionalisme basc radical: 1959–1986: «Tant la UGT com el PSOE eren activament anticlericals, per la qual cosa les seves doctrines es van considerar perilloses i immorals per gran part de la població catòlica basca». Arana, malgrat oposar-se als socialistes, és també anticapitaliste, no per consciència de classe proletària, sinó per considerar també el capitalisme com a expressió de la destrucció de les formes de vida tradicionals de la nació basca. Critica als capitalistes que «espremen a l'obrer», però en el seu pensament no deixa de tenir pes que aquests capitalistes són els liberals als quals ha combatut sempre, i que tenen en les seves mans tots els ressorts de l'estat del qual tant abomina.
És per això que inicialment Arana denomina "fenicis" als "euskalherrikos" de Ramón de la Sota, per anteposar els seus ingressos econòmics a l'esperit basc. No podem oblidar una idea clau en la ideologia aranista com és l'exacerbat catolicisme, present en les seves arrels carlines, i que contribueix, justifica i també suavitza els seus fins independentistes. Per a Sabino Arana el problema resideix en la concepció comunitària de la fe; la "Bizkaia" per la qual van lluitar els seus pares estava totalment perduda per a la fe de Crist; així, car el refugi de la fe ha de ser la nació biscaïna. Perquè els biscaïns puguin salvar-se col·lectivament com a poble, han d'independitzar-se dels espanyols, un poble que ha sucumbit al virus del liberalisme. A partir d'aquesta visió integrista (entenent per integrisme la visió íntegra de la fe catòlica de l'època), els germans Arana aixequen una ideologia que busca la salvació col·lectiva dels biscaïns en primer terme, per a acabar per estendre's a tots els bascos en particular. Altre factor d'unió del poble basc constituïa per a Arana la seva llengua comuna autòctona (euskera), i considerant el caràcter únic de l'idioma, el va impulsar com barrera lingüística enfront de l'espanyolisme i es va fomentar la convicció que els bascos constituïen una raça a part; que eren, com va dir Orson Welles, una mica així com els indis als Estats Units.

### Partit Nacionalista Basc
El primer partit polític obertament nacionalista és el Partit Nacionalista Basc (EAJ-PNB) fundat per Sabino Arana en el context del corrent del romanticisme. Organitzativament va resultar nou per a la seva època en comparació dels partits tradicionals, que resultaven molt poc participatius i tenien una fèrria estructura de "partits de quadres", amb la sola excepció del citat PSOE.

Bandera creada per Sabino Arana el 1894.

Els Arana es van preocupar que el seu partit el formés una base social tenint com a referència els "batzokis", configurats com centres basquistes que constituirien una mica més que seus d'un partit. Aquests es van dotar d'un funcionament democràtic intern i participatiu entre els seus membres, qui tenien al principi restringida la seva afiliació, i fins i tot l'entrada, en virtut dels seus orígens genuïnament bascos. Eren els propis membres d'aquests centres els quals designaven als representants i càrrecs del partit. El 1895 es crearia el primer batzoki a Bibao i en l'actualitat n'existeixen gairebé dos-cents. Aquest partit comptava amb més suport al medi rural que a les grans ciutats; certs autors assenyalen que, analitzant els electes nacionalistes d'aquesta època, es desprèn que pertanyien en la seva majoria a la classe mitjana, en la seva major part autònoms, de l'entorn rural.

### Inicis i expansió. 1895–1921
El PNB va ser constituït oficialment el 31 de juliol de 1895, triant-se al seu fundador Sabino Arana com a president (càrrec que va ostentar fins a la seva dimissió per motius de salut el 1903, any en el qual moriria). Els quatre partits catòlics de l'època, llegeixi's el nacionalista, el carlista, l'integrista i el dels "euskalerriacos" compartien el seu odi cap als "maketos", però Arana, acusava a tots ells de ser espanyolistes i, especialment retreia als "euskalerriacos" la seva falta de catolicisme veritable i de ser simples regionalistes
Els "euskalerriacos", d'ideologia burgesa liberal-fuerista, van ser liderats inicialment per Fidel Sagarminaga i a la seva mort el 1984 per Ramón de la Sota, industrial navilier, fundador de Drassanes Euskalduna, va arribar a ser nomenat en 1921 "Sir" pel govern Britànic i era una de les majors fortunes de l'època
La pugna i la unió entre els aranistes i "euskalerriakos" marcaria una fita en la vida del Partit Nacionalista Basc, perquè l'evolució al nacionalisme dels segons i el seu major acostament al PNB possibilitaria que, segons alguns autors, es produís a partir de 1898, una moderació dels postulats nacionalistes, un increment econòmic del PNB i l'accés a càrrecs públics i a la burgesia basca, car van donar la candidatura nacionalista de 1898 per la qual Sabino Arana va ser escollit Diputat Provincial, sent el mateix Ramón de la Sota escollit pel PNB diputat a Corts per Balmaseda el 1918, data de la major victòria electoral de PNB en aquesta època inicial.
El 1898 Sabino Arana és escollit Diputat de Biscaia pel districte de Bilbao; a les eleccions municipals de 1899, el PNB obté 5 regidors a Bilbao i el seu primer alcalde en la localitat de Mundaka. El 1904 el PNB té ja organització en 20 localitats biscaïnes i 5 guipuscoanes. El 1908 s'obté el primer diputat per Guipúscoa; no obstant això, és a les eleccions a les diputacions de 1917, on el partit aconsegueix la Diputació de Biscaia i arriba a major implantació a Àlaba, Guipúscoa i Navarra. A Navarra, la incipient ideologia nacionalista es fon en el "antic reyno" amb els principis fueristes dels partidaris carlins, creant en aquest territori un sentiment nacionalista peculiar, com es pot veure en els fets que van ocórrer a fins del segle xix a la Gamazada. Segons refereix Echave Susaeta en la seva obra El Partido Carlista y los Fueros, la regent Maria Cristina va consultar al general Martínez Campos per la possibilitat d'intervenir, i aquesta va ser la resposta del general: 
| « | Senyora: Si es tractés d'altra província, podíem pensar a imposar la llei general, emprant la força si calgués; si es tractés de Navarra aïlladament, encara podíem anar per aquest camí, però hem de comprendre que Navarra té al seu costat a les tres Vascongades, i que si s'apel·la per força contra aquella, faran causa comuna tots els bascos, i amb ells tots els carlins d'Espanya, que provocarien un aixecament en aquelles províncies per a donar-li caràcter general, i en tal cas s'encadenarà novament la guerra civil. | » |

El 1903, en record d'aquestes revoltes, es va erigir a Pamplona, el Monument als Furs, que inclou expressament en les seves inscripcions el sentiment basquista dels navarresos. El 1910, van anar tres persones afins al nacionalisme basc, Arturo Campión, Julio Altadill i Hermilio de Olóriz, els quals van dissenyar l'actual bandera de Navarra, avui utilitzada com a instrument d'afirmació contra el basquisme.

## Partits nacionalistes
Tenint en compte la disparitat de postures ideològiques existents, els principals partits nacionalistes bascos són: 
- PNB Euzko Alderdi Jeltzalea - Partit Nacionalista Basc: Considerat el primer partit del nacionalisme basc, va ser fundat el 1895 per Sabino Arana Goiri i ha governat ininterrompudament el País Basc des de la transició; el seu actual president és Iñigo Urkullu.
- EA Eusko Alkartasuna (Solidaritat Basca): Fundat per l'antic lehendakari Carlos Garaikoetxea en 1986 com a escissió del PNB. Ha governat en coalició amb el PNB al País Basc des de 1994.
- Batasuna (Unitat): Actualment dissolta. Il·legalitzada a Espanya per ser considerada dependent d'ETA, encara que a França seguia sent legal. Al llarg dels anys ha adoptat múltiples formes: Herri Batasuna, Euskal Herritarrok (coalició en la qual estava HB), Batasuna; es configura com una coalició de partits nacionalistes radicals. També ha intentat constituir-se en altres marques electorals després de la seva il·legalització sense èxit: Herritarren Zerrenda, Aukera Guztiak...
- Aralar (nom d'una serra muntanyenca amb la mateixa denominació): Fundat per Patxi Zabaleta, és una escissió d'Herri Batasuna que condemna la violència. Es denominen com a esquerra abertzale (esquerra patriota), en pugna amb Batasuna, que pretén patrimonializar aquest terme.
- Euskal Herriko Alderdi Komunista/Partit Comunista de les Terres Basques (EHAK/PCTV): És una escissió d'Euskal Herritarrok amb ideologia comunista estalinista. Va donar suport obertament Batasuna després de la seva il·legalització. Encara que defensa plantejaments de Batasuna en el Parlament Basc, no en depèn orgànicament, raó per la qual no ha estat il·legalitzada en aplicació de la Llei de Partits.
- Batzarre: ("Junta") Petit partit abertzale d'esquerres d'origen navarrès. Es va incorporar a la coalició Euskal Herritarrok durant la treva d'ETA del 98, per a tornar a deslligar-se d'aquesta coalició per la seva falta de condemna del terrorisme d'ETA després de la ruptura de la treva.
- Abertzaleen Batasuna (AB) (Unitat de Patriotes): partit independentista basc que circumscriu la seva activitat a les províncies vascofranceses. Igual que Batzarre, va estar en el seu moment unida a Batasuna, però es va desvincular d'aquesta després de la ruptura de la treva de 1998-99.
- Nafarroa Bai (Navarra sí): Coalició navarresa actualment en vigor formada l'any 2004 i que agrupa als partits EA, PNB, Aralar i Batzarre. Defensa el dret dels navarresos a decidir el seu futur.
- Geroa Bai (Sí al futur en basc) és una coalició política d'àmbit navarrès integrada pel Partit Nacionalista Basc (PNB), Atarrabia Taldea i l'associació Zabaltzen, que es va crear el 29 de setembre de 2011
- ANV: (Acció Nacionalista Basca)
- Esquerra Mirandesa: Partit polític que actua a la localitat de Miranda de Ebro (Burgos). S'engloba en el grup denominat d'esquerra abertzale. Defensa el canvi de província de Miranda, la seva comarca i el Comtat de Treviño, de Burgos a Àlaba, i per tant, a Euskadi i Euskal-Herria.

Altres partits nacionalistes al llarg de la història: 
- EIA: (Euskal Iraultzako Alderdia - Partit de la Revolució Basca), integrat en Euskadiko Ezkerra.
- EKA: (Partit Carlista d'Euskal Herria)
- EMK: Euskadiko Mugimendu Komunista (Moviment Comunista d'Euskadi), integrat a Euskadiko Ezkerra.
- EE: Euskadiko Ezkerra (Esquerra d'Euskadi): Partit sorgit el 1977 com a coalició d'EIA (Partit per a la Revolució Basca o Partit Basc per a la Revolució) i "Euskadiko Mugimendu Komunista" (Moviment Comunista d'Euskadi (EMK), ambdós escissions d'ETA. Es va fusionar el 1993 al PSE, federació basca del PSOE.
- EuE: Euskal Ezkerra - Esquerra Basca. Escissió nacionalista d'Euskadiko Ezkerra, es va unir el 1993 amb Eusko Alkartasuna però posteriorment es va desvincular.
- EPK: Euskadiko Partidu Komunista: Aquest partit, a pesar de no defensar el nacionalisme, sí que defensa la postura d'autodeterminació per a Euskal Herria. Vol crear una xarxa de repúbliques socialistes.

Postures mixtes: 
Diversos partits d'àmbit estatal sostenen al País Basc postures moderades i en part coincidents amb la ideologia nacionalista, de tendència federalista. Aquestes tendències, que són també diferents a les quals mantenen a Navarra, han estat molt criticades per les executives centrals de dites partides i, per descomptat, per les opcions partidàries del "nacionalisme espanyol" Entre aquests destaquem al Partit Socialista d'Euskadi-Euskadiko Ezkerra (PSE-EE) i a Ezker Batua-Berdeak (EB-Berdeak) que representen, respectivament, a nivell estatal PSOE i Izquierda Unida, pel que l'adscripció del seu vot o dels seus votants al sector "no nacionalista" és discutida. De fet, al País Basc el PSE es va fusionar en 1993 amb el partit nacionalista Euskadiko Ezkerra que estava compost a l'origen per escissions d'ETA. Per la seva banda, Ezker Batua-Berdeak, referent d'Esquerra Unida al País Basc, propugna un model intermedi al que denominen "federalisme de lliure adhesió", defensa l'autodeterminació basca i comparteix l'actual govern nacionalista al País Basc juntament amb PNB i EA.
Aquestes federacions basques, defensant el dret dels navarresos a determinar democràticament el seu futur, coincideixen en el seu desig de reforçar, en major o menor mesura, la unió de l'actual País Basc amb Navarra, no sent aquesta postura protegida majoritàriament per les seves respectives executives navarreses.

## Sindicats d'ideologia nacionalista basca
- ELA-STV (Eusko Langile Alkartasuna-Solidaritat de Treballadors Bascos)
- LAB (Langile Abertzaleen Batasuna: "Unitat de Treballadors Patriotes")
- ESK (Ezker Sindikalaren Konbergentzia: "Convergència d'Esquerra Sindical")

## Simbologia nacionalista basca

Lauburu

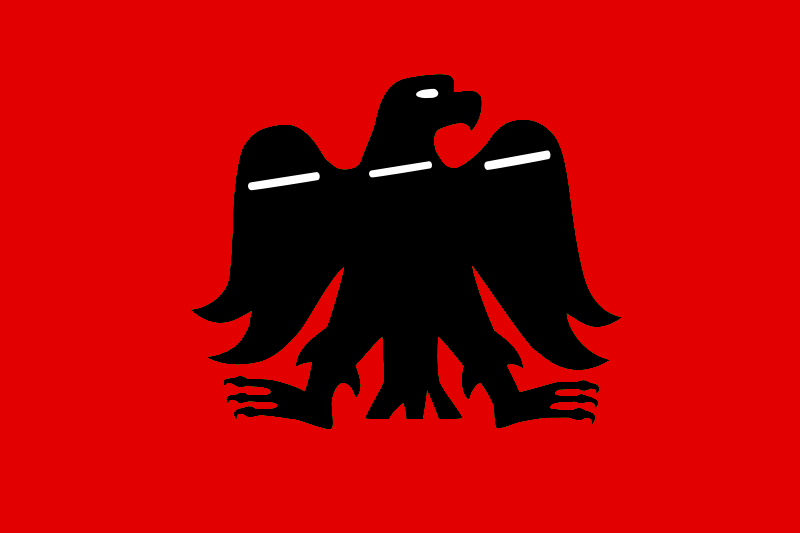
Arrano beltza

El nacionalisme basc, igual que altres ideologies, compte amb una simbologia pròpia. Cada Diumenge de Resurrecció els partits nacionalistes bascos celebren l'Aberri Eguna, o dia de la pàtria basca. Sabino Arana Goiri va establir el vocable "Aberri" (Pàtria) per primera vegada per a sintetitzar l'existència d'una paraula en euskera o basca per a denominar l'anhel de la seva ideologia. Amb aquest mateix sentit sorgiria el concepte "Euzkadi", creat per Arana en oposició al concepte "Euskal Herria", utilitzat àmpliament fins llavors pels partits que ell considerava "espanyolistes". De la paraula "Aberri" es desprèn "Abertzale" (Patriota) que és sovint emprada pels partits nacionalistes per a referir-se a la comunitat que representen i és usada particularment pels sectors radicals nacionalistes d'esquerra.
Altres símbols del nacionalisme són la Ikurriña (literalment "Bandera"), dissenyada pels germans Arana per a ser en principi la bandera de Bizkaia; la seva extensió va donar lloc que fos acceptada com a bandera oficial del País Basc.
El lauburu: estela solar d'origen desconegut i molt similar a símbols molt estesos per altres cultures. Literalment significa "quatre caps"; alguns autors han establert connexions entre aquest emblema, habitual en les tombes medievals de tot el cantàbric, amb el "Lábaro càntabre". El nacionalisme ho ha identificat com símbol de la unió dels quatre territoris bascos a Espanya (Àlaba, Biscaia, Guipúscoa i Navarra); a cadascun dels quals correspondria un dels caps del Lauburu). Aquesta Unió és nominalment coneguda com a "Laurak Bat" (quatre en un) i es convertiria en "Zazpiak Bat" (set en u), afegint els tres territoris ultrapirinencs (Lapurdi, Zuberoa i Behe Nafarroa).
L'arrano beltza: literalment (àguila negra), fou el segell del Sanç VII el Fort de Navarra. És assimilada com primera bandera de Bascònia, fins i tot per sectors d'extrema dreta nacionalista espanyola.
La conflictivitat social i política basca també ha convertit en símbols nacionalistes certes manifestacions culturals basques, en oposició i com diferenciació de les quals consideren manifestacions culturals foranes i concretament "espanyoles", com pot ser l'"olentzero", substitut basc del Pare Nadal que reparteix els seus regals la revetlla de Nadal, l'esport rural basc, la celebració d'alguns carnavals i festes populars, la mitologia basca.

## Manifestacions nacionalistes

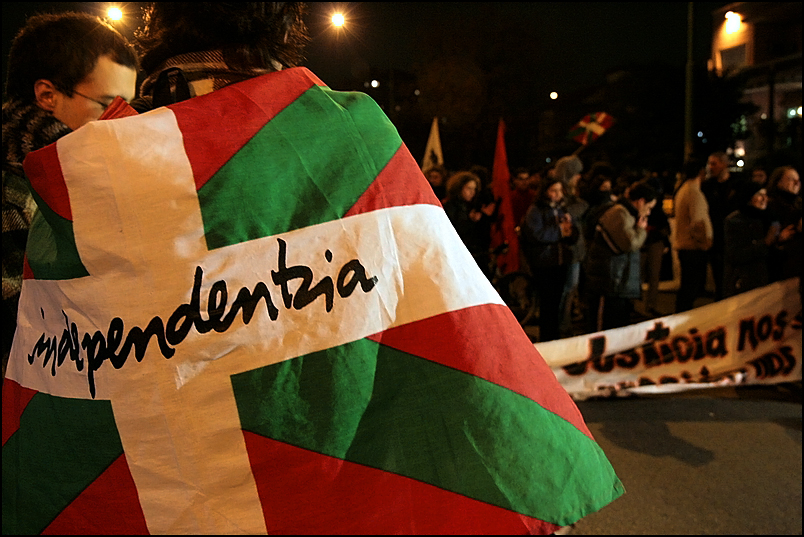
Manifestació nacionalista basca a Montevideo, Uruguai.

El nacionalisme basc es manifesta en diversos àmbits culturals, socials i esportius. Dintre d'aquests últims, els grups ultres dels equips esportius del nord pirinenc reivindiquen objectius nacionalistes, entorn d'"Euskal Hintxak" que agruparia a grups ultres de diversos equips com els Indar Gorri d'Osasuna de Pamplona, Peña Mújika de la Reial Societat de Sant Sebastià, Herri Norte Taldea de l'Athletic Club, Eztanda del Deportivo Alavés, Abertzale Sud de l'Athletic Club. A més, per a reivindicar l'oficialitat de les seleccions esportives basques s'ha creat la "Plataforma Pro Seleccions Basques" (ESAIT)